# إدوارد فوا
إدوارد فوا Édouard Foà (17 ديسمبر 1862 – 29 يونيو 1901)، كان مستكشفًا وكاتب رحلات فرنسي في أواخر القرن التاسع عشر. يُعرف بشكل أساسي برحلتي استكشاف قام بهما عبر جنوب ووسط إفريقيا بين عامي 1891 و1897. وبعد ذلك، نشر تسعة كتب عن رحلاته بين عامي 1895 و1901، تضمّنت معظمها نسخًا فوتوميكانيكية من إرثه الذي يزيد عن 500 صورة فوتوغرافية.
من خلال منشوراته، أغنى فوا المعرفة حول إفريقيا في أواخر القرن التاسع عشر بوصفه للجغرافيا والإثنوغرافيا والسياسة والمجتمع، بالإضافة إلى صوره التوثيقية. وقد نال تقديرًا كبيرًا على ذلك، حيث مُنح جوائز مرموقة من الجمعية الجغرافية الفرنسية، والأكاديمية الفرنسية، وأرفع وسام شرف في الجمهورية الفرنسية، و وسام جوقة الشرف.